# Lorber
Lorber je 398. najbolj pogost priimek v Sloveniji, ki ga je po podatkih SURSa na dan 4. marec 2010 uporabljalo 639 oseb.

## Znani nosilci priimka
- Henri-Marie-Antoine-François Lorber (1894–1966), francoski general
- Jakob Lorber (1800–1864), slovenski glasbenik, skladatelj, krščanski mistik in verski pisec
- Lorena Lorber Fijok, odbojkarica
- Lučka Lorber (*1957), slovenska geografinja, univ. profesorica in političarka
- Mateja Lorber (*1972), dekanja Fakulteta za zdravstvene vede UM (zdravstvena nega)
- Simon Lorber (1971–2018), slovenski duhovnik in teolog
- Vlado Lorber (1908–1986), slovenski amaterski arheolog, kulturni delavec in učitelj